# مارك لومس
مارك لومس (بالهولندية: Mark Looms)‏ (24 مارس 1981 بألميلو في هولندا - ) هو لاعب كرة قدم هولندي في مركز الدفاع. لعب مع ناك بريدا وهيراكليس ألميلو.

## وصلات خارجية
- مارك لومس على موقع قاعدة بيانات كرة القدم.إي يو (الإنجليزية)
- مارك لومس على موقع Soccerway.com (الإنجليزية)
- مارك لومس على موقع عالم كرة القدم.نت (الإنجليزية)